# Яцник
Яцник (нем. Jatznick) — община в Германии, районный центр, расположен в земле Мекленбург-Передняя Померания.
Входит в состав района Иккер-Рандов. Подчиняется управлению Иккер-Рандов-Таль. Население составляет 1,9 тыс. человек (2009); в 2003 г. — 2,1 тысяч. Занимает площадь 33,34 км².
| Год  | Население |
| ---- | --------- |
| 1991 | 1855      |
| 1995 | 1757      |
| 2000 | 1685      |
| 2005 | 2082      |
| 2010 | 1904      |